# Escadron électronique aéroporté 1/54 Dunkerque

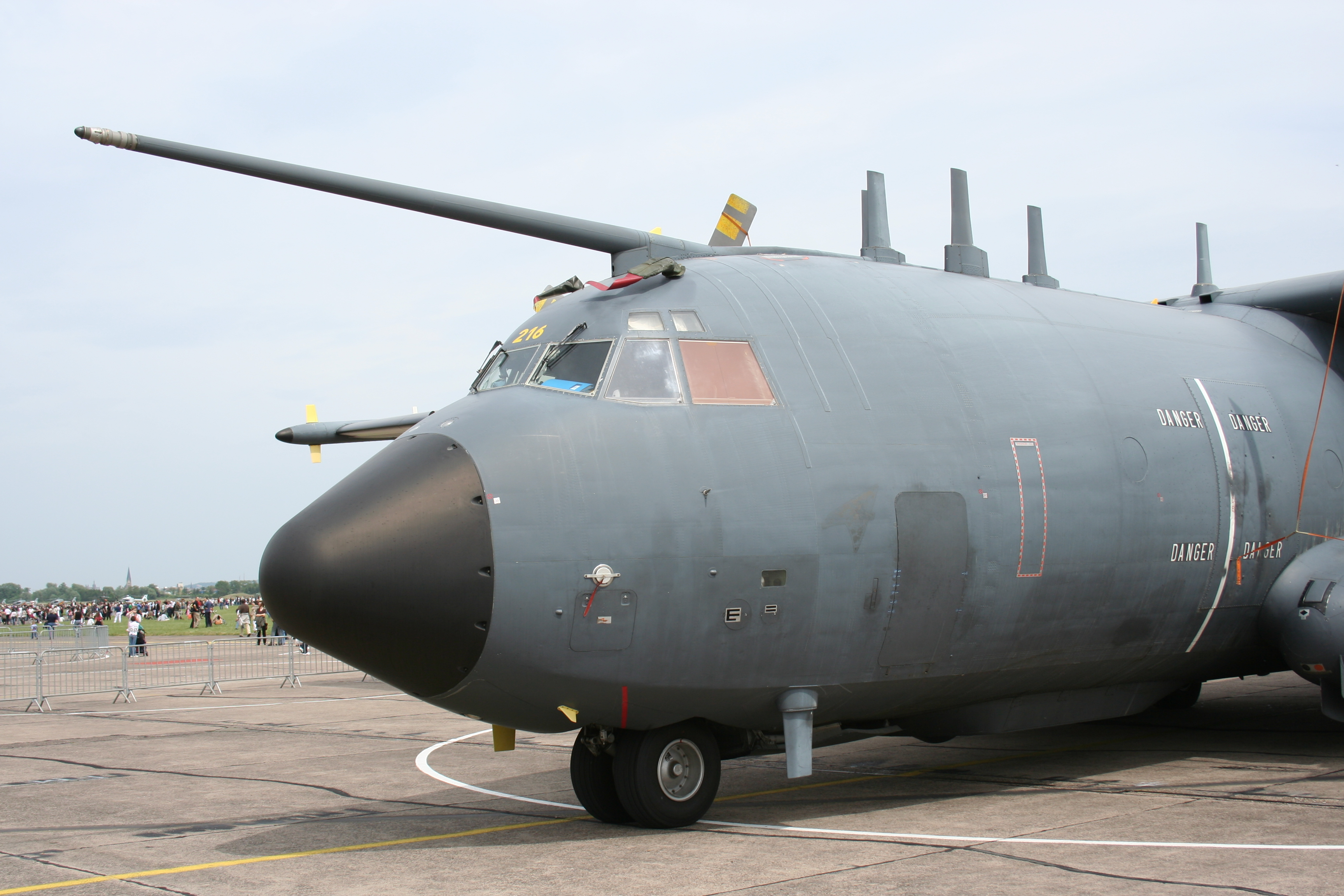
C160 Gabriel de l'escadron sur la BA128 de Metz en mai 2007

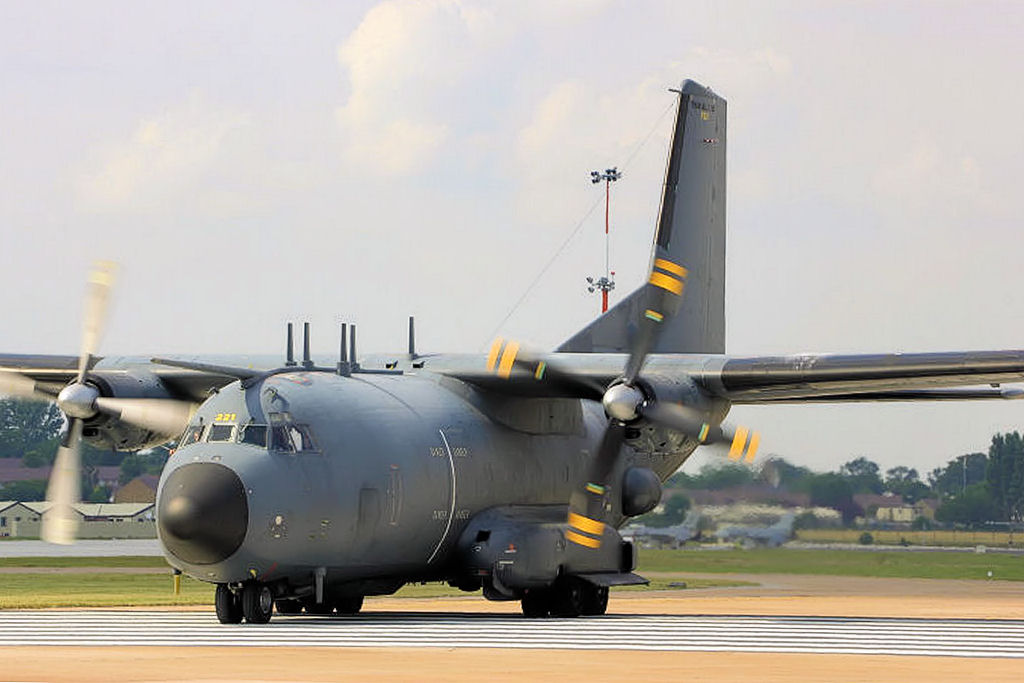
C160 Gabriel en 2005

L'escadron électronique aéroporté 01.054 Dunkerque est une unité de renseignement d'origine électromagnétique et de guerre électronique de l'armée de l'air et de l'espace française équipée de deux C-160G Gabriel, de deux avions légers de surveillance et de reconnaissance (ALSR) et de C-160 Transall, stationnée sur la BA 128 de Metz-Frescaty jusqu'au 1er septembre 2011, où elle est transférée à la base aérienne 105 Évreux-Fauville.
Le Dunkerque est rattaché depuis le 27 août 2015 à la nouvelle 64e escadre de transport qui a été reformée le même jour sur la base d'Evreux.

## Appellations
- 1964 : escadrille électronique 00.054
- 1985 : escadron électronique 00.054
- 1988 : escadron électronique 01.054
- 2006 : escadron électronique aéroporté 11.054
- septembre 2009 : escadron électronique aéroporté 00.054.

## Aéronefs
L'escadrille électronique 54 Dunkerque était équipée de huit Nord 2501 « Gabriel » ; le premier vol opérationnel d'un Noratlas « Gabriel » a été effectué en octobre 1962. Le dernier vol eut lieu le 5 octobre 1989.
Depuis juillet 1989, le Transall Gabriel ou C160G a remplacé le Noratlas Gabriel. Seuls deux aéronefs de ce type sont en service. Ils doivent être remplacés vers 2025 par 3 Dassault Falcon Archange.
En 2020, l'unité reçoit les C-160 Transall de l'escadron 2/64 Anjou mis en sommeil au même moment.
Elle reçoit la même année ses deux premiers avions légers de surveillance et de reconnaissance (ALSR) « VADOR » (pour « Vecteur aéroporté de désignation, d’observation et de reconnaissance »). Ces deux Beechcraft King Air 350 deviennent opérationnels en mars 2022,.
L'unité se sépare de ses deux ALSR pendant l'été 2023. Ceux-ci rejoignent la base aérienne 709 de Cognac-Châteaubernard où ils forment l'escadron de reconnaissance 4/33 Périgord.